# 尖山区
尖山区（せんざん-く）は中華人民共和国黒竜江省双鴨山市に位置する市轄区。

## 歴史
満州国時代は富錦県第5区の管轄地域であった。1946年（民国35年）6月、区域を実効支配する中国共産党は新たに富錦県の一部に集賢県が新設され、区域も移管されている。1949年（民国38年）9月、双鴨山鉱務局が嶺東より尖山に移転したことで人口が増加、1953年9月には富安村、1954年7月には県級行政区画の双鴨山鉱区が設置された。1956年7月、双鴨山市が設置された際に尖山街道弁事処が設立された。1959年4月、尖山経済区、1961年2月に尖山分社、1968年3月に尖山区と改称された。1980年4月15日、尖山区は正式に市轄区として認可された。

## 行政区画
7街道、1郷を管轄：
- 街道弁事処：二馬路街道、八馬路街道、中心站街道、富安街道、窯地街道、長安街道、鉄西街道
- 郷：安邦郷

## 教育

### 大学
- 黒竜江能源職業学院（中国語版）

## 交通

### 鉄道
- 中国鉄路総公司
  - 中国鉄路ハルビン局集団公司
    - 佳富線（ジャムス方面）- 双鴨山駅（中国語版）

### 道路
- 国道
  -  G221国道（中国語版）

## 健康・医療・衛生
- 双鴨山市人民医院
- 双鴨山市中医院